# Mrs. Hines und Tochter
Mrs. Hines und Tochter (Originaltitel: Only When I Laugh) ist eine US-amerikanische Filmkomödie aus dem Jahr 1981, die auf dem Theaterstück The Gingerbread Lady von Neil Simon aus dem Jahr 1970 basiert. Der Film wurde von Simon geschrieben. Regie führte Glenn Jordan.

## Handlung
Die Schauspielerin Georgia Hines wird aus der Entzugsklinik entlassen und kehrt in ihre Wohnung in Manhattan und zu ihren Freunden zurück, die sie unterstützen: Jimmy, ein schwuler arbeitsloser Schauspieler, und Toby, ein mondäner Salonlöwe. Sie erzählt ihnen, dass sie nüchtern bleiben und sich langsam wieder an die Theaterarbeit herantasten wird.
Kurz darauf fragt Georgias Teenager-Tochter Polly, die bei ihrem Vater und ihrer neuen Stiefmutter lebt, ob sie zu ihrer Mutter ziehen darf. Georgia willigt ein, obwohl sie sich nicht sicher ist, ob sie dazu bereit ist.
Georgia erhält einen Anruf von ihrem Ex-Geliebten, dem Schriftsteller David Lowe, der sie um ein Treffen bittet. Mit neuem Selbstbewusstsein lehnt sie entschieden ab und legt den Hörer auf.
Polly spricht über ihr persönliches Leid durch Georgias Alkoholismus, vor allem darüber, dass sie nicht bei ihrer Mutter aufwachsen durfte.
Georgia fühlt sich selbstbewusster und ruft sogar David an, um sich zu entschuldigen und sich mit ihm zum Essen zu verabreden. Während des Essens stellt David sein neues Drehbuch vor, das auf ihrer turbulenten, von Alkohol geprägten Beziehung basiert. Georgia soll die Hauptrolle spielen. Wütend darüber, dass David sie aus geschäftlichen Gründen eingeladen hat, macht Georgia eine Szene. Als er sie ruhig bittet, es sich noch einmal zu überlegen, lacht sie schließlich und nimmt das Drehbuch mit nach Hause.
Die Wiedervereinigung von Georgia und Polly ist ein voller Erfolg. Sie gehen zusammen einkaufen, flirten mit College-Jungs, die sie für Schwestern halten, und erzählen Jimmy fröhlich von ihrem Abenteuer. Sie überraschen ihn mit einer Musicalnummer, die Polly für eine Schulaufführung einstudiert hat. Mitten in ihrem Auftritt unterbricht Georgia abrupt, um einen Anruf von David entgegenzunehmen, und lässt Jimmy und Polly schweigend zurück.
Georgia brilliert bei den Proben. Als sie in einer Szene die Kunst mit dem Leben verwechselt und die Fassung verliert, tröstet David sie, sagt ihr, dass sie die Einzige sei, die diese Rolle spielen könne, und küsst sie zärtlich auf die Wange.
Georgia kommt zu spät von den Proben und findet Toby in schlechter Stimmung vor. Georgia redet weiter über das Stück, obwohl Toby ihr offenbart, dass ihre Ehe in Schwierigkeiten stecken könnte. Jimmy platzt mit der großartigen Nachricht herein, dass er endlich eine Rolle in einem Theaterstück bekommen hat. Georgia gratuliert ihm, während Toby schweigend zusieht.
Während der Probe bringt Georgia David ein in Geschenkpapier verpacktes Geschenk. David ist verblüfft und stellt Georgia seiner neuen Freundin vor. Endlich begreift Georgia, dass David in ihr nur eine Freundin sieht. In diesem Moment erhält die niedergeschlagene Georgia einen Anruf von Jimmy, der ihr mitteilt, dass Tobys Mann gerade die Scheidung eingereicht hat. Aus Sorge um ihren Freund verabreden die beiden, sich noch am selben Abend bei Toby zu treffen.
Georgia wird an der Tür von einem tadellos gekleideten Toby empfangen. Georgia schenkt Toby immer wieder Champagner nach, während dieser von seinem Leben als beneidenswerte College-Schönheit, talentierte Schauspielerin und perfekte Ehefrau schwärmt. Tobys Fassung bröckelt, und als sie sich entschuldigt, um ihr Make-up aufzufrischen, öffnet Georgia die Tür und sieht einen zitternden Jimmy. Sofort beginnt er, Champagner zu verschütten und erzählt, dass er drei Tage vor der Premiere aus seinem Stück gefeuert wurde, obwohl er seine ganze Familie und seine Freunde eingeladen hatte. Georgia zieht sich in die Küche zurück und trinkt mehrere Gläser Champagner. Sie kehrt beschwipst in den Raum zurück und versucht, ihre Freunde zu beruhigen, doch diese sind schockiert, als sie feststellen, dass sie wieder getrunken hat.
Polly, die von all dem nichts mitbekommen hat, kommt mit ihrem neuen Freund zu Toby. Die drei Freundinnen schmieden einen Plan, um ihre Probleme vor Polly zu verbergen, aber Georgia, die inzwischen sehr betrunken ist, reagiert übertrieben auf Polly und ihren Freund. Polly bemerkt, dass ihre Mutter einen Rückfall erlitten hat und dass Toby und Jimmy sie wieder decken. Sie schimpft mit ihrer Mutter, weil sie so unsensibel mit ihren Mitmenschen umgeht, und stürmt mit ihrem Freund aus dem Haus.
Jimmy bringt Georgia nach Hause, wo sie darauf besteht, dass Jimmy sie allein lassen kann. Nachdem er gegangen ist, kauft Georgia in einer Bar in der Nachbarschaft Zigaretten, setzt sich dann hin, um zu trinken, und beginnt ein kokettes Gespräch mit einem Fremden. Als Georgia geht, folgt ihr der Unbekannte und zerrt sie gewaltsam in eine dunkle Gasse, wo er sie zusammenschlägt.
Verletzt und blutend schafft es Georgia zu Toby, der sie anfleht, nicht die Polizei zu rufen. Während Toby sich um Georgias verletztes Gesicht kümmert, trinkt Georgia weiter. Als Toby versucht, ihr klarzumachen, wie selbstzerstörerisch sie geworden ist, schlägt Georgia um sich und verspottet ihn. Schließlich sagt Toby wütend, dass sie es satt habe, Georgia zu decken, und sagt ihr, sie solle allen einen Gefallen tun und aufhören, so eine „astronomische Nervensäge“ zu sein. Die beiden alten Freundinnen lachen und umarmen sich herzlich.
Am nächsten Morgen versucht Polly, Georgia zu überreden, sich mit ihrem Vater zum Mittagessen in der Tavern at the Green zu treffen, um die Aufteilung der elterlichen Pflichten zu besprechen, aber Georgia weicht dem Thema unter dem Vorwand, verletzt zu sein, aus und lehnt schließlich ab. Georgia gesteht Polly, dass sie nicht bereit ist, Verantwortung für einen anderen Menschen zu übernehmen. Polly fühlt sich durch die Entscheidung ihrer Mutter erneut zurückgewiesen. Nachdem Polly ihre Sachen gepackt hat und ausgezogen ist, beginnt Georgia, Jimmys Trost anzunehmen, als ihr plötzlich bewusst wird, dass sie ihren Freundeskreis benutzt, um ihr Verhalten zu ermöglichen. Der Film endet damit, dass sich Georgia mit Polly und Pollys Vater zum Mittagessen trifft.

## Kritiken
Roger Ebert gab dem Film einen von vier Sternen und schrieb: „Die einzigen echten Momente inmitten der falschen Landschaften dieses Films kommen von Kristy McNichol, die eine wunderbare Leistung als Masons Tochter abliefert. McNichol ist voller Überzeugung. Sie deutet die echten Leidenschaften und Verletzungen an, die ihre Figur empfinden muss. Die anderen Charaktere im Film scheinen aus oberflächlichen medizinischen Ratgebern, Ratgebern für Liebeskranke und den Charakterbildern populärer Lieder zu stammen“.
Gene Siskel von der Chicago Tribune gab dem Film einen von vier Sternen und schrieb: „Neil Simons Drehbuch ist so falsch wie nur möglich, und nur McNichol verleiht ihrem Charakter Glaubwürdigkeit. Der Film will witzig und rührend sein, ist aber weder das eine noch das andere“.
Vincent Canby von der New York Times äußerte sich positiv und schrieb: „Mr. Simons Drehbuch ist auch eines seiner besten, und es wurde von Glenn Jordan, einem Fernsehregisseur, dessen erster Kinofilm dies ist, sorgfältig bearbeitet“. Canby fand die Darstellungen „ausgezeichnet“, mit Ausnahme von McNichol, die er dafür tadelte, dass sie ihre Rolle „in dieser dreifach unwirklichen Weise einer erwachsenen Schauspielerin, die eine alte Hollywood-Kinderdarstellerin imitiert, die eine erwachsene Schauspielerin imitiert“ spielte.
Variety lobte eine „bravouröse Leistung“ von McNichol und fügte hinzu: „Glenn Jordans sparsame Regie ist sensibel auf die grenzüberschreitenden Emotionen abgestimmt, die den Film bevölkern, und schafft es, die Gefahr einer abgedroschenen Behandlung dieses kaum noch neuen Territoriums fast vollständig zu umgehen“.
Kevin Thomas von der Los Angeles Times nannte den Film „geschmeidig unterhaltsam, gut produziert (zum Teil von Simon selbst, was für ihn eine Premiere war) und ein würdiger Nachfolger von 'Der Untermieter' und 'Das zweite Kapitel'“
David Ansen von Newsweek schrieb: „Zum ersten Mal als sein eigener Filmproduzent tätig, hat Simon mit dem Fernsehregisseur Glenn Jordan eine kluge Wahl getroffen. Das Pathos und die Witze kommen nicht mit der üblichen Unerbittlichkeit. Jordan lässt sowohl dem Publikum als auch seinen exzellenten Schauspielern Raum zum Atmen und hält die Dinge geschickt vom Rand des überbordenden Melodrams fern“.

## Auszeichnung
James Coco war der erste Schauspieler in der Geschichte, der für ein und dieselbe Leistung als Nebendarsteller sowohl für einen Oscar als auch für eine Goldene Himbeere nominiert wurde (seit 1980). Seitdem ist dies Amy Irving und Glenn Close für ihre Rollen in Yentl und Hillbilly-Elegie gelungen, beide in der Kategorie Nebendarstellerin.
| Auszeichnung       | Kategorie                                  | Nominierten                                                             | Resultat  |
| ------------------ | ------------------------------------------ | ----------------------------------------------------------------------- | --------- |
| Oscar              | Beste Hauptdarstellerin                    | Marsha Mason                                                            | Nominiert |
| Oscar              | Bester Nebendarsteller                     | James Coco                                                              | Nominiert |
| Oscar              | Beste Nebendarstellerin                    | Joan Hackett                                                            | Nominiert |
| Golden Globe Award | Bester Nebendarsteller                     | James Coco                                                              | Nominiert |
| Golden Globe Award | Beste Nebendarstellerin                    | Joan Hackett                                                            | Gewonnen  |
| Golden Globe Award | Beste Nebendarstellerin                    | Kristy McNichol                                                         | Nominiert |
| Goldene Himbeere   | Schlechtester Nebendarsteller              | James Coco                                                              | Nominiert |
| Goldene Himbeere   | Schlechtester Song                         | „Only When I Laugh“ Musik von David Shire; Text von Richard Maltby, Jr. | Nominiert |
| Young Artist Award | Best Motion Picture – Family Enjoyment     | Best Motion Picture – Family Enjoyment                                  | Nominiert |
| Young Artist Award | Beste Hauptdarstellerin in einem Spielfilm | Kristy McNichol                                                         | Gewonnen  |